# Коломенская мужская гимназия
Коломенская мужская гимназия — среднее учебное заведение в Российской империи.

## История
В 1874 году в Коломне, на участке мецената и промышленника потомственного почётного гражданина Г. Н. Левина, при поддержке генерал-губернатора князя В. А. Долгорукова, была открыта мужская прогимназия, вскоре преобразованная в полную классическую гимназию. Одна из первых в Московской губернии
Располагалась на Мещаниновской улице.
Бурные политические события Российской истории начала XX века отражались на гимназической жизни. Сначала стали возникать просветительские, а позже и революционные кружки, через которые проходила быстрая политизация гимназистов, вылившаяся в 1905—1907 гг. в значительные гимназические волнения в Коломне: в мужской гимназии была сформирована боевая дружина.
С началом Первой мировой войны (1914), на волне патриотизма, гимназисты записывались добровольцами в русскую армию.
После Октябрьской революции 1917 года гимназия была закрыта, а улица была переименована в Красноармейскую, здание гимназии занял военный комиссариат.
Позднее улицу переименовали ещё раз в проезд Артиллеристов (часть её территории и комплекс зданий, включая бывшую гимназию предоставили Коломенскому высшему артиллерийскому командному училищу, в январе 1953 года переведённому сюда из Ленинграда).

## Известные преподаватели
Пробатов, Василий Александрович — закон Божий

## Известные ученики
Борис Юрьев (1898—1900, не окончил)
Александр Пробатов (1908—1915, не окончил)